# Al Jean
Vous lisez un « bon article » labellisé en 2021.
Pour les articles homonymes, voir Jean.
Al Jean est un scénariste, producteur et animateur américain, né le 9 janvier 1961 à Farmington Hills, près de Détroit (Michigan).
Il est principalement connu pour son travail sur la série télévisée d'animation Les Simpson. Il est diplômé de l'université Harvard en 1981 et commence sa carrière de scénariste par la suite avec son camarade Mike Reiss. Ensemble, ils travaillent en tant que scénaristes et producteurs sur des séries télévisées telles que The Tonight Show Starring Johnny Carson, Alf et It's Garry Shandling's Show.
En 1989, Al Jean se voit offrir un poste de scénariste pour la série télévisée d'animation Les Simpson avec Mike Reiss, et ensemble ils deviennent les premiers membres de l'équipe de scénaristes originelle de la série. Ils prennent également les rôles de show runners pour les troisième et quatrième saisons, avant de quitter la série pour créer Profession : critique, une série d'animation à propos d'un critique de cinéma Jay Sherman. Elle est diffusée pour la première fois sur ABC en janvier 1994 et bien qu'elle soit plutôt bien reçue par les critiques, elle ne rencontre pas son audience et ne dure que deux saisons.
En 1994, Al Jean et Mike Reiss signent un contrat de trois ans avec Disney pour produire des séries télévisées pour ABC et le duo crée et produit Teen Angel, qui est annulée lors de sa première saison. Al Jean retourne à plein temps dans l’équipe des Simpson pendant la dixième saison. Il reprend le poste de show runner, sans Mike Reiss, pour la treizième saison en 2001, et garde ce poste depuis. Il est un des scénaristes et producteurs qui travaillent sur Les Simpson, le film, un long métrage basé sur la série, sorti en 2007.

## Biographie

### Jeunesse
« À l'université, j'ai eu la chance de rencontrer et de travailler avec quelques scénaristes talentueux qui travailleraient pour Saturday Night Live, Seinfeld, Late Night with David Letterman et Les Simpson. Il ne fait aucun doute que ma découverte d'eux à un si jeune âge a été extrêmement utile à ma carrière de scénariste. »

— Al Jean, à propos de son temps à l'université Harvard.
Alfred Ernest Jean III est né le 9 janvier 1961 à Farmington Hills dans le comté d'Oakland près de Détroit, au Michigan,. D'ascendance irlandaise, il est diplômé de la Farmington Hills Harrison High School. À l'âge de 16 ans, après avoir travaillé dans la quincaillerie de son père, il intègre l'université Harvard, dont il sort diplômé en 1981 avec un baccalauréat universitaire en mathématiques,,. Daryl Libow, un des colocataires des premières années d'Al Jean à Harvard, déclare qu'il était un « génie des mathématiques » lorsqu'il arrive à l'université, mais qu'il « s'épanouit rapidement et prend ses marques dans la comédie ». Au dortoir Holworthy à Harvard, Al Jean rencontre son colocataire Mike Reiss avec lequel il se lie d'amitié et collabore à l'écriture de la publication humoristique Harvard Lampoon. Jeff Martin, un autre scénariste du Lampoon, déclare qu'ils « occupent indéniablement une place importante dans le magazine. Ce sont des gars très drôles et des scénaristes de comédie exceptionnellement raffinés pour leur âge. Nous n'avons jamais été surpris qu'ils aient connu du succès ». Al Jean déclare également que le duo passe le plus clair de son temps au Lampoon, ajoutant qu'il s'agissait « pratiquement de [son] deuxième dortoir ». Il devient finalement vice-président de la publication.

### Carrière

#### Débuts etLes Simpson

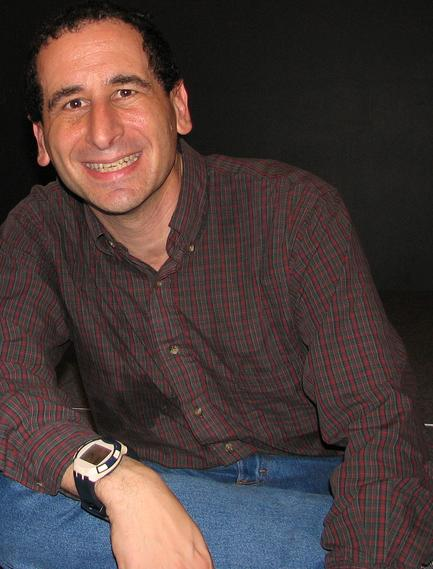
Mike Reiss, ami d'Al Jean, l'accompagne sur la plupart de ses projets, notamment Les Simpson.

Le magazine humoristique National Lampoon recrute Al Jean et Mike Reiss après la remise de leur diplôme en 1981. Pendant les années 1980, le duo commence à collaborer sur divers projets télévisuels,. Pendant cette période, ils travaillent en tant que scénaristes et producteurs sur des émissions de télévision telles que The Tonight Show Starring Johnny Carson, Alf, Mr. Gun et It's Garry Shandling's Show,. En 1989, Al Jean se voit offrir un poste de scénariste sur la future série télévisée d'animation Les Simpson, une émission créée par Matt Groening, James L. Brooks et Sam Simon qui est toujours diffusée aujourd'hui,. Nombre des amis d'Al Jean ne sont pas intéressés par un poste dans l’équipe des Simpson car il s'agit d'une série animée et que selon eux elle ne durera pas. Cependant, Al Jean apprécie grandement le travail de Matt Groening, James L. Brooks et Sam Simon et accepte donc le poste avec Mike Reiss,.
Le duo forme les premiers membres de l'équipe originelle de scénaristes des Simpson et travaille sur treize épisodes de la première saison. En regardant le premier épisode de la série, Noël mortel, diffusé pour la première fois à la télévision en décembre 1989, Al Jean se dit que la série est le plus grand projet auquel il a participé et qu'il souhaite continuer à travailler dessus pour le reste de sa carrière. À ce moment-là, ce qu'il aime le plus dans Les Simpson, c'est quelque chose qu'il reconnaît dans les précédentes œuvres de James L. Brooks : bien que largement basée sur l'humour, la série a de la profondeur et de la chaleur.
Bien qu'Al Jean soit crédité de seul scénariste de plusieurs épisodes, il considère le processus comme étant principalement collaboratif : « le scénariste principal [d'un épisode] a écrit, au plus, 40 % du script. C'est un vrai travail d'équipe ». Le scénariste crédité lors du générique d'ouverture d'un épisode, et celui qui a eu l'idée de l’épisode et qui a écrit le premier brouillon, même s'il n'a contribué qu'à une petite partie du script final. Al Jean déclare que Lisa Simpson est l'un des personnages pour lesquels il préfère écrire. Elle est le personnage auquel il s'identifie le plus en raison de leurs enfances similaires et du fait qu'il a une fille.
Al Jean et Mike Reiss deviennent show runners des Simpson au début de la troisième saison. Le show runner a la responsabilité ultime de tous les processus traversés par un épisode avant d'être terminé : l'écriture, l'animation, le doublage et la musique. Lorsqu'il prend ce poste, la seule chose à laquelle Al Jean pense tous les jours est de « ne pas faire exploser et foutre en l'air cette chose que tout le monde aime ». Le premier épisode dirigé ainsi par Al Jean et Mike Reiss et Lisa va à Washington, diffusée le 26 septembre 1991. Ils se sentent obligés de le faire parfaitement, tellement qu'ils ont fait six à sept réécritures du script afin d'en améliorer l'humour. Al Jean déclare qu'il « continuait de penser "Ce n'est pas assez bon. Ce n'est pas assez bon." ». Mike Reiss ajoute : « Nous avions vraiment peur. Nous n'avions jamais rien dirigé auparavant, et il nous largués là-dessus ».
Al Jean et Mike Reiss restent au poste de show runners jusqu'à la fin de la quatrième saison, en 1993. Comme la série s'est déjà imposée au cours des deux premières saisons, leur mandat leur permet de lui donner plus de profondeur. Al Jean pense que c'est l'une des raisons pour lesquelles de nombreux fans et critiques considèrent les troisième et quatrième saisons comme les meilleures des Simpson. Bill Oakley, un autre scénariste des Simpson, considère que « Mike et Al sont responsables de la meilleure chose qui ne soit jamais apparue à la télévision, [...] la troisième saison des Simpson ». Le scénariste Jay Kogen, ajoute que « ces années avec Al Jean et Mike Reiss qui dirigent la série étaient sacrément bonnes. Et puis celles d'après peut-être pas autant. Certaines personnes ont mieux dirigé [Les Simpson] que d'autres ».

#### Profession: critiqueet Disney

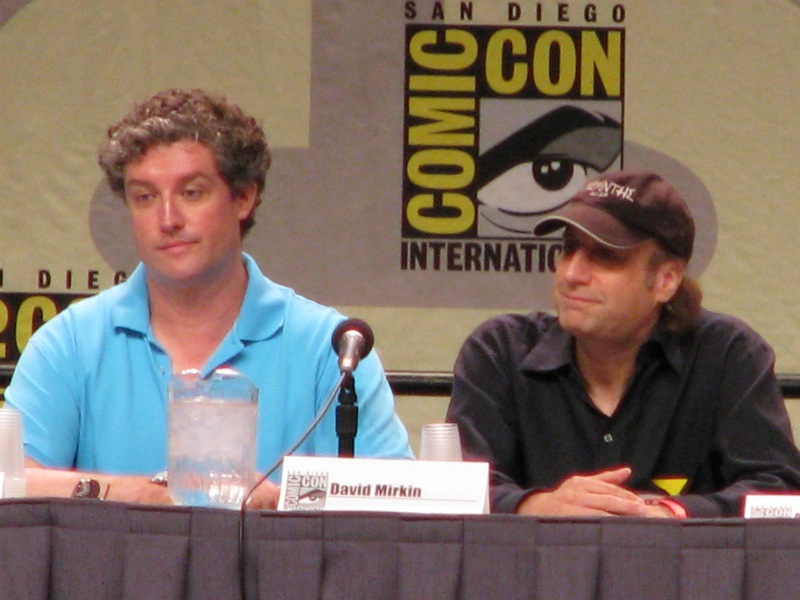
Al Jean et l'ancien producteur délégué des Simpson, David Mirkin, au San Diego Comic-Con de 2007.

Mike Reiss et Al Jean quittent l'équipe des Simpson après la quatrième saison afin de créer ensemble Profession : critique, une série télévisée d'animation à propos d'un critique de film Jay Sherman, doublé par Jon Lovitz,. Le producteur délégué de la série est James L. Brooks,. Elle est diffusée pour la première fois sur ABC en janvier 1994, reçoit de bonnes critiques, mais ne parvient pas à séduire les téléspectateurs et se retrouve en pause après six semaines,. Elle revient en juin 1994 pour terminer la diffusion de cycle initial de production. Profession : critique est transférée sur la Fox pour sa deuxième saison. Comme Les Simpson et Profession : critique se retrouvent diffusés sur la même chaîne, le producteur James L. Brooks peut créer un crossover entre les deux.
Ce crossover se produit à travers l'épisode des Simpson, Burns fait son cinéma. Matt Groening n'aime pas cet épisode, le citant publiquement comme une publicité de trente minutes pour Profession : critique. James L. Brooks déclare : « Pendant des années Al et Mike étaient deux gars qui ont travaillé à fond sur [Les Simpson], restant debout jusqu'à 4 heures du matin pour bien faire les choses. Le fait est que le nom de Matt figurait sur les scripts de Mike et d'Al et qu'ils s'est attribué beaucoup du mérite résultant de leur excellent travail. En fait, il est le bénéficiaire direct de leur travail. Profession : critique est leur bébé et il aurait dû leur apporter son soutien ». Mike Reiss déclare avoir été un « peu vexé » par la réaction de Matt Groening et que « tout est relativisé dans les dernières minutes » de l'épisode et qu'il « ne dit pas "Regardez Profession : critique" à tout bout de champ ». Al Jean ajoute : « Ce qui me dérange dans cette histoire, c'est que maintenant les gens peuvent avoir l'impression que cet épisode des Simpson est moins que bon. Mais il tient tout seul, même si Profession : critique n'avait jamais existé ». Sur la Fox, Profession : critique a de nouveau une courte durée de vie, étant annulé après la diffusion de dix épisodes. Un total de seulement vingt-trois épisodes sont produits. La série revient en 2000 pour une dizaine de webisodes diffusés sur Internet. Depuis, la série est devenue culte notamment grâce au retour de Comedy Central, et elle sort entièrement en DVD en 2004.
En 1994, Al Jean et Mike Reiss signent un contrat de trois ans avec The Walt Disney Company afin de produire pour eux des séries sur ABC. Le duo crée ainsi Teen Angel, qui est annulé pendant sa première saison. À ce propos, Mike Reiss déclare : « C'était tellement compromis et fatigant. J'avais onze cadres à temps plein qui me disaient comment faire mon travail ». Le duo revient périodiquement pour travailler pour Les Simpson, par exemple, alors qu'ils sont sous contrat chez Disney, ils obtiennent l'autorisation d'écrire et de produire quatre épisodes de la série, dont l'épisode de la huitième saison, Shary Bobbins.

#### Retour chezLes Simpson
« Ce qui a défini l'ère Al Jean, c'est l'entrée définitive de la série dans la culture et la tradition télévisuelle américaine. Aujourd'hui, Les Simpson est la série la plus réussie de l'histoire de la télévision, elle loin de la jeune série expérimentale et gueularde du réseau arriviste de la Fox. Avec la popularité de la série, un tel changement était inévitable, et pour de nombreuses raisons, il est injuste de comparer les épisodes d'aujourd'hui avec ceux de l'apogée de la série. »

— John Ortved dans The Simpsons: An Uncensored, Unauthorized History.
Al Jean retourne à temps plein chez Les Simpson lors de la dixième saison. Il reprend le poste de show runner au départ de la treizième saison en 2001, cette fois-ci sans Mike Reiss,. Al Jean qualifie ce poste de « super travail, avec beaucoup de responsabilité » et trouve « génial » le fait que « les gens aiment autant » son travail. Il ajoute cependant que « la chose la plus difficile à ce stade c'est de trouver de nouvelles idées » car selon lui, « les gens sont tellement au courant des choses [qu'ils ont fait] auparavant » que « le défi est de penser à une idée qui est bonne, mais qui n'a pas déjà été vue ». Le retour d'Al Jean est au départ plutôt apprécié par Jon Bonné de MSNBC, lequel déclare : « Jean, qui a pris la direction de la série de la part du producteur délégué Mike Scully en 2001, a guidé la série loin de son incarnation de gags lourds et centrés sur Homer... Ce sont certainement des jours plus brillants pour les fans de longue date de la série ». Cependant, certains critiques pensent que la qualité de la série continue de décliner ces dernières années pendant le mandat d'Al Jean. Ce dernier répond à ces critiques en disant : « Eh bien, il est possible que nous ayons décliné. Mais, honnêtement, j'ai été ici tout le temps et je me souviens que lors de la deuxième saison, les gens ont dit : "C'est sur le déclin". Si nous avions écouté ça nous nous serions arrêtés après le treizième épisode. Je suis content que nous ne l'ayons pas fait ».
Al Jean est un des scénaristes et des producteurs à travailler sur Les Simpson, le film, un long métrage sorti en 2007. En 2001, la distribution vocale de la série signe pour faire le film et le travail sur le script peut débuter,. Initialement, les producteurs des Simpson craignent que la création d'un film puisse avoir un effet négatif sur la série, car ils n'auraient pas assez d'équipe pour concentrer leur attention sur les deux projets. Mais au fur et à mesure que la série progresse, des scénaristes et des animateurs supplémentaires sont embauchés afin que les deux puissent être produits en même temps. Matt Groening et James L. Brooks ont ainsi la souplesse de pouvoir inviter Al Jean, qui continue à travailler comme show runner de la série télévisée, à les rejoindre à la production du film.
Al Jean participe régulièrement, pour les DVD, à l'enregistrement des commentaires audio des épisodes sur lesquels il a collaboré. Il explique à l'IGN qu'il apprécie les faire, parce cela lui permet de se replonger dans des épisodes qu'il n'a parfois pas vu depuis dix à quinze ans, et que « c'est un peu comme une réunion avec certaines des personnes avec qui [il a] travaillé auparavant, donc c'est une expérience vraiment agréable ».
Depuis 2020, Matt Selman a rejoint Al Jean au poste de show runner.

### Vie privée
Depuis 2005, Al Jean vit à Los Angeles en Californie avec sa femme, la scénariste Stephanie Gillis,. Il a deux filles,,.

## Récompenses et nominations
Al Jean est récompensé de neuf Emmy Awards et un Peabody Award pour son travail sur Les Simpson,,. En 1997, il remporte avec Mike Reiss, un Annie Award dans la catégorie de la meilleure production télévisuelle pour l’épisode des Simpson, Aux frontières du réel. En 1991, il se partagent un Writing A Comedy Series CableAce Award pour l'épisode My Mother The Wife du It's Garry Shandling's Show. En 2006, le duo remporte l'Animation Writers Caucus Animation Award de la part de la Writers Guild of America, un prix décerné aux scénaristes « qui ont fait progresser la littérature de l'animation au cinéma et / ou à la télévision au fils des années et qui ont apporté une contribution exceptionnelle à la profession de scénariste d'animation ».

## Filmographie

### Scénariste

#### PourLes Simpson
| Année | Titre                               | Titre original                                    | Saison | Épisode | Réalisateur                     |
| ----- | ----------------------------------- | ------------------------------------------------- | ------ | ------- | ------------------------------- |
| 1990  | Simpsonothérapie                    | There's No Disgrace Like Home                     | 1      | 4       | Gregg Vanzo et Kent Butterworth |
| 1990  | Ste Lisa Blues                      | Moaning Lisa                                      | 1      | 6       | Wes Archer                      |
| 1990  | Bart a perdu la tête                | The Telltale Head                                 | 1      | 8       | Rich Moore                      |
| 1991  | Il était une fois Homer et Marge    | The Way We Was                                    | 2      | 12      | David Silverman                 |
| 1991  | Mon pote Michael Jackson            | Stark Raving Dad                                  | 3      | 1       | Rich Moore                      |
| 1991  | Simpson Horror Show II              | Treehouse of Horror II                            | 3      | 7       | Jim Reardon                     |
| 1991  | Le Poney de Lisa                    | Lisa's Pony                                       | 3      | 8       | Carlos Baeza                    |
| 1992  | Simpson Horror Show III             | Treehouse of Horror III                           | 4      | 5       | Carlos Baeza                    |
| 1995  | Salut l'artiste                     | 'Round Springfield                                | 6      | 22      | Steven Dean Moore               |
| 1997  | Shary Bobbins                       | Simpsoncalifragilisticexpiala(Annoyed Grunt)cious | 8      | 13      | Chuck Sheetz                    |
| 1997  | Le Saxe de Lisa                     | Lisa's Sax                                        | 9      | 3       | Dominic Polcino                 |
| 1999  | Le Chef-d'œuvre d'Homer             | Mom and Pop Art                                   | 10     | 19      | Steven Dean Moore               |
| 1999  | La Critique du lard                 | Guess Who's Coming to Criticize Dinner            | 11     | 3       | Nancy Kruse                     |
| 1999  | Homer perd la boule                 | Hello Gutter, Hello Fadder                        | 11     | 6       | Mike B. Anderson                |
| 2001  | Le Cerveau                          | HOMR                                              | 12     | 9       | Mike B. Anderson                |
| 2001  | La Vengeance du clown               | Day of the Jackanapes                             | 12     | 13      | Michael Marcantel               |
| 2001  | La Garderie d'Homer                 | Children of a Lesser Clod                         | 12     | 20      | Michael Polcino                 |
| 2014  | Pas chez soi pour Noël              | I Won't Be Home for Christmas                     | 26     | 9       | Mark Kirkland                   |
| 2015  | L'Homme qui vint pour être le dîner | The Man Who Came to Be Dinner                     | 26     | 10      | David Silverman                 |
| 2017  | L'Opus de Lisa                      | Mr. Lisa's Opus                                   | 29     | 8       | Steven Dean Moore               |
| 2018  | Un gaucher gauche                   | Left Behind                                       | 29     | 19      | Lance Kramer                    |
| 2018  | Daddicus Finch                      | Daddicus Finch                                    | 30     | 9       | Steven Dean Moore               |
| 2020  | Mieux sans Ned                      | Better Off Ned                                    | 31     | 16      | Rob Oliver                      |
| 2020  | Sept Bières de réflexion            | The 7 Beer Itch                                   | 32     | 5       | Michael Polcino                 |
| 2021  | Les Mères et les Autres Étrangers   | Mothers and Other Strangers                       | 33     | 9       | Rob Oliver                      |
| 2023  | Les Saints de Springfield           | The Many Saints of Springfield                    | 34     | 13      | Bob Anderson                    |
| 2024  | La Culotte révélatrice              | The Tell-Tale Pants                               | 35     | 16      | Steven Dean Moore               |
| 2024  | L'Homme qui volait trop             | The Man Who Flew Too Much                         | 36     | 12      | Steven Dean Moore               |

#### Autres
- 1982 : Y a-t-il enfin un pilote dans l'avion ? (Airplane II: The Sequel)
- 1983 : Comment se débarrasser de son patron (9 to 5) : 1 épisode
- 1983-1985 : Not Necessarily the News : 17 épisodes
- 1984 : Tonight Show Starring Johnny Carson 22nd Anniversary
- 1984 : Charles s'en charge (Charles in Charge) : 1 épisode
- 1986 : Sois prof et tais-toi ! (Head of the Class) : 1 épisode
- 1986-1987 : Mr. Gun (Sledge Hammer!) : 5 épisodes
- 1987-1988 : The Tonight Show Starring Johnny Carson : 34 épisodes
- 1988-1989 : Alf : 5 épisodes
- 1988-1990 : It's Garry Shandling's Show : 13 épisodes
- 1994-2000 : Profession : critique (The Critic) : 33 épisodes
- 1997 : Teen Angel (1 épisode)
- 2007 : Les Simpson, le film (The Simpsons Movie)
- 2010 : Presidential Reunion
- 2012 : Dure journée pour Maggie (The Longest Daycare)
- 2015 : Trumptastic Voyage
- 2020 : Rendez-vous avec le destin
- 2021 : Le Réveil de la Force après la sieste
- 2021 : Le Bon, le Bart et le Loki
- 2021 : Balenciaga
- 2021 : Le Plusanniversary des Simpson (The Simpsons in Plusaversary)

### Producteur
- 1988-1990 : It's Garry Shandling's Show : 19 épisodes
- 1989-2022 : Les Simpson (The Simpsons) : 244 épisodes
- 1994-2001 : Profession : critique (The Critic) : 33 épisodes
- 1996-1997 : Homeboys in Outer Space : 21 épisodes
- 1997-1998 : Teen Angel : 6 épisodes
- 1999 : Les Stubbs (The PJs) : 14 épisodes
- 2006 : Queer Duck: The Movie
- 2007 : Les Simpson, le film (The Simpsons Movie)
- 2008 : The Simpsons Ride
- 2012 : Dure journée pour Maggie (The Longest Daycare)
- 2014 : The Simpsons Take the Bowl
- 2015 : Trumptastic Voyage
- 2016 : Planet of the Couches
- 2020 : Rendez-vous avec le destin
- 2021 : Le Réveil de la Force après la sieste
- 2021 : Le Bon, le Bart et le Loki
- 2021 : Balenciaga
- 2021 : Le Plusanniversary des Simpson (The Simpsons in Plusaversary)

### Acteur
- 2005 : The Naked Monster : le buveur de bière
- 2012 : Mad Men : l'homme au bar (1 épisode)